# Erland Josephson

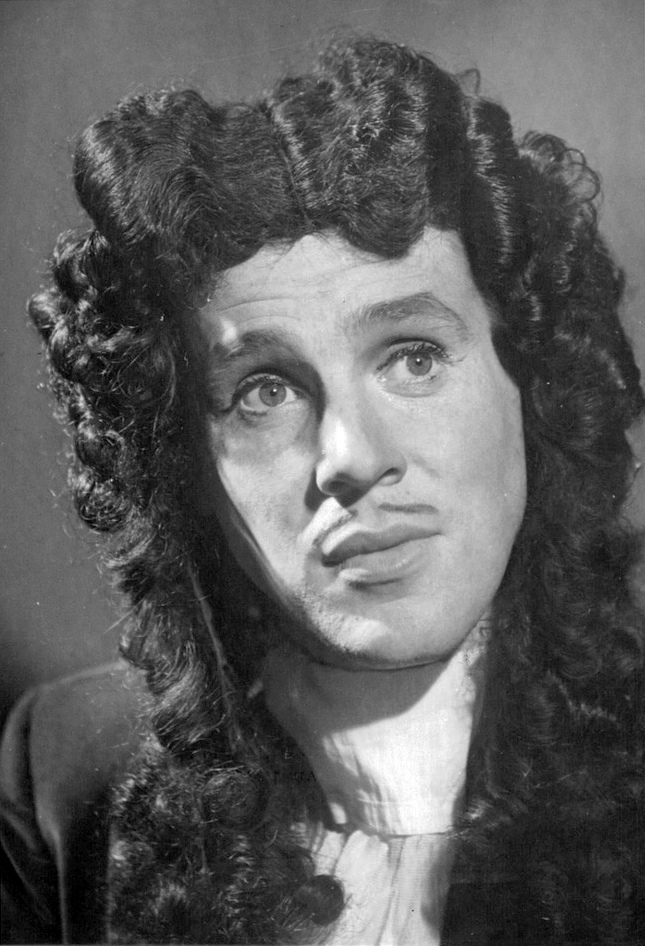
Erland Josephson i Kärlekens maskerad av William Congreve 1950.

Erland Josephson, född 15 juni 1923 i Kungsholms församling, Stockholm, död 25 februari 2012 i Adolf Fredriks församling, Stockholm, var en svensk skådespelare, regissör och författare samt chef för Dramaten 1966–1975. Han var verksam vid Helsingborgs stadsteater 1945–1949, Göteborgs Stadsteater 1949–1956 och Dramaten från 1956. Han arbetade ofta tillsammans med gode vännen Ingmar Bergman och var under en period svärson till Edvin Adolphson. Josephson har även medverkat i en rad utländska produktioner. Han skrev såväl romaner som lyrik och dramatik. Josephsons sista roll på Dramaten var som Sagoberättaren i Sultanens hemlighet (2005).

## Biografi
Erland Josephson föddes i Kungsholms församling och växte upp på Kammakargatan på Norrmalm i Stockholm. Han var son till Gunnar Josephson och Maud, ogift Boheman. Fadern ägde och drev Sandbergs bokhandel på Sturegatan.
Som skådespelare förknippades Josephson ofta med Ingmar Bergman, genom sitt mångåriga samarbete med denne på film och teater alltsedan 1940-talet. Erland Josephson hade ingen skådespelarutbildning, men var verksam vid Stockholms studentteater innan han 1945 anställdes vid Helsingborgs stadsteater. År 1956 kom han till Dramaten. Han spelade ofta intellektuella rollfigurer. 
På 1970-talet inledde han en internationell filmkarriär med ett antal främst europeiska filmer, oftast av en smalare, mer konstnärligt inriktad karaktär. Han spelade bland annat i Andrej Tarkovskijs Nostalghia (1983) och dennes, på Gotland inspelade, sista film Offret (1986). Detta blev till underlag för Josephsons pjäs En natt i den svenska sommaren.
Han arbetade med ett antal produktioner av författare som Lars Norén och P.O. Enquist på scen och TV/film och skrev och regisserade en del egna filmer, såsom den originella Marmeladupproret (1980). 
I Sverige och utomlands filmade han med regissörer som István Szabó, Peter Greenaway, Liliana Cavani, Philip Kaufman, Theo Angelopoulos, Liv Ullmann (vars film Sofie han erhöll flera internationella skådespelarpriser för 1992), Mai Zetterling, Jörn Donner, Lars Molin, Suzanne Osten, Mikael Håfström, Stig Björkman och Unni Straume.
Josephsons parallella yrkesbana som författare inleddes på 1940-talet. Han gav ut diktsamlingar, romaner, noveller, dramatik, bilderböcker och självbiografiska böcker. 1993 och 2007 var han också sommarpratare i Sveriges Radios P1, sistnämnda gången tillsammans med sonen Ludvig. År 1986 fick han en Guldbagge för bästa manliga skådespelare i Offret och Amorösa, och 2004 tilldelades han en Hedersguldbagge för sitt samlade arbete. Ett antal år tidigare tilldelades han även ett hederspris i italienska Rimini. Erland Josephson fick Parkinsons sjukdom 1999 och bidrog till att sprida kunskap om denna sjukdom.

## Familj

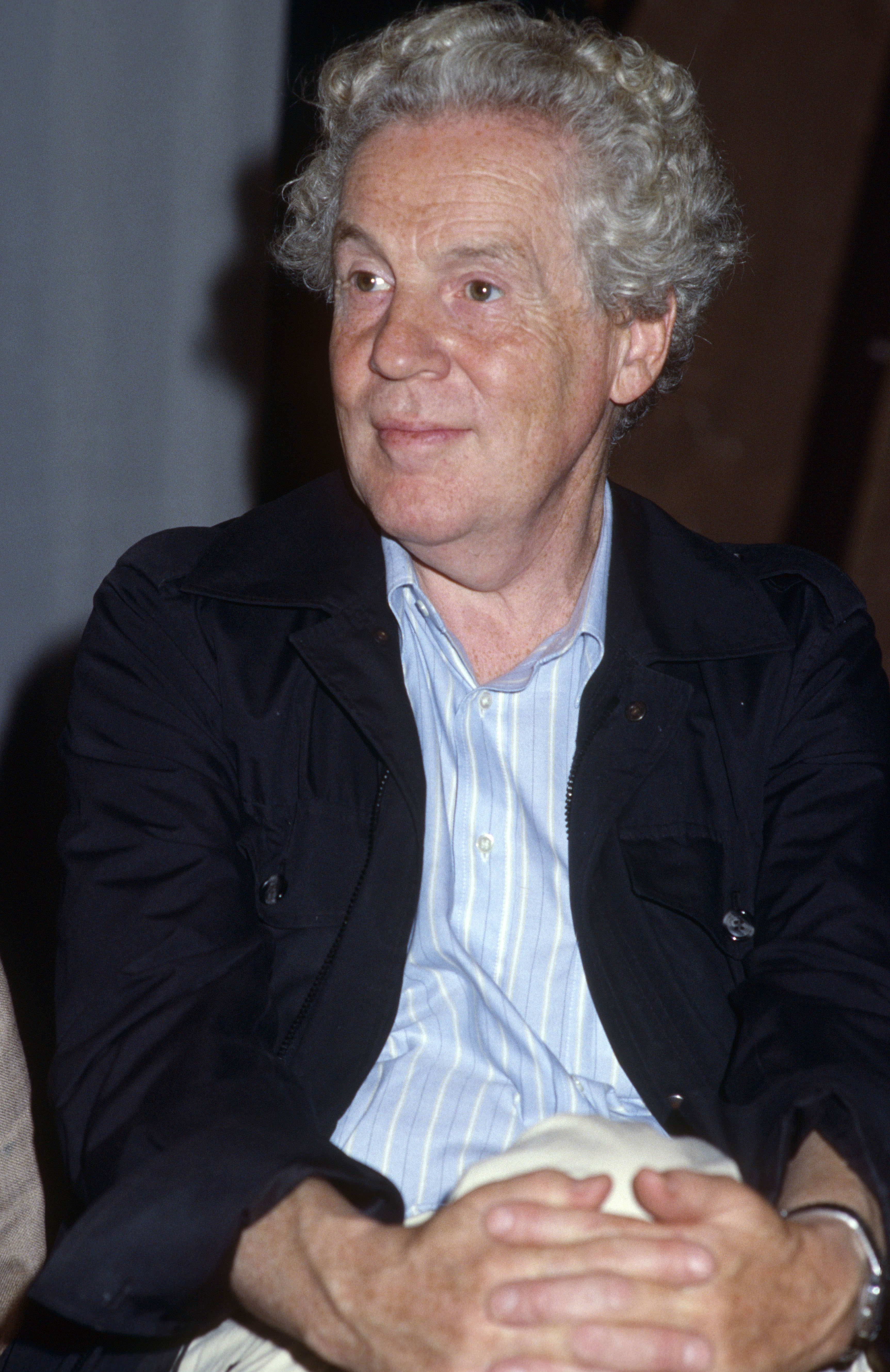
Erland Josephson, 1984.

Erland Josephson var gift med Kerstin Wahlbom (1922–2014), dotter till skådespelaren Nils Wahlbom, från 1947 till 1951. Han fick 1951 tvillingsöner i ett förhållande med skådespelaren Annika Tretow (1919–1979). Tillsammans med skådespelaren Barbro Larsson fick han 1957 dottern Charlotta Larsson, som även hon är skådespelare. Från 1959 till 1989 var Josephson gift andra gången med skådespelaren Kristina Adolphson. De fick barnen Ludvig och Fanny Josephson, som är verksamma på teaterns respektive filmens område. Från år 2000 och fram till sin död var Josephson gift för tredje gången med dramaturgen Ulla Åberg. 
Regissören och teatermannen Ludvig Josephson var bror till Erland Josephsons farfarsfar, och han var även släkt med konstnären Ernst Josephson, diplomaten Erik Boheman samt konsthistorikern och chefen för Dramaten, Ragnar Josephson.

## Filmografi, i urval
- 1946 – Det regnar på vår kärlek
- 1948 – Eva
- 1950 – Till glädje
- 1956 – Sceningång
- 1957 – Som man bäddar...
- 1958 – Nära livet
- 1958 – Ansiktet
- 1968 – Vargtimmen
- 1968 – Flickorna
- 1969 – En passion
- 1970 – Reservatet
- 1970 – Röda rummet (TV-serie)
- 1973 – Viskningar och rop
- 1973 – Scener ur ett äktenskap (TV-serie)
- 1975 – Monismanien 1995
- 1975 – Trollflöjten
- 1976 – Ansikte mot ansikte (TV-serie)
- 1977 – Vårbrytning
- 1977 – Den allvarsamma leken
- 1977 – Al di là del bene e del male
- 1978 – Höstsonaten
- 1978 – En och en
- 1980 – Marmeladupproret
- 1980 – Kärleken
- 1980 – Ett drömspel
- 1981 – Zéb-un-nisá
- 1981 – Montenegro eller Pärlor och svin
- 1982 – Fanny och Alexander
- 1983 – Nostalghia
- 1984 – Bakom jalusin
- 1984 – Efter repetitionen
- 1984 – Dirty Story
- 1984 – Bakom jalusin
- 1985 – De flygande djävlarna
- 1986 – Amorosa
- 1986 – Offret
- 1988 – Varats olidliga lätthet
- 1988 – Hanussen
- 1990 – Möte med Venus
- 1990 – God afton, Herr Wallenberg
- 1990 – Prosperos böcker
- 1991 – Oxen
- 1991 – Rosenbaum (TV-serie)
- 1991 – Skönheten och odjuret (röst)
- 1992 – Sofie
- 1994 – Drömspel
- 1994 – Dansaren
- 1995 – Vendetta
- 1995 – Magisk cirkel
- 1995 – Pakten
- 1995 – Som löven i Vallombrosa
- 1996 – Kristin Lavransdatter
- 1996 – Odysseus blick
- 1997 – Larmar och gör sig till
- 1998 – Den tatuerade änkan
- 1998 – Från regnormarnas liv
- 1998 – Ivar Kreuger (TV-serie)
- 1999 – Magnetisörens femte vinter
- 2000 – Trolösa
- 2000 – Ljuset håller mig sällskap
- 2003 – Saraband (TV-serie)
- 2004 – Dag och natt
- 2006 – Wellkåmm to Verona
- 2006 – Spelar du i kväll?
- 2007 – Det avlägset hemliga - samtal med Erland Josephson
- 2007 – Kashmir på kredit (Kortfilm)
- 2008 – Meeting Andrei Tarkovsky

### Filmmanus
- 1956 – Sceningång
- 1961 – Lustgården (tillsammans med Ingmar Bergman)
- 1963 – Sällskapslek
- 1964 – För att inte tala om alla dessa kvinnor (tillsammans med Ingmar Bergman)
- 1967 – Stimulantia
- 1977 – Vårbrytning
- 1977 – Bröderna
- 1978 – En och en
- 1980 – Marmeladupproret

### Regi
- 1977 – Vårbrytning
- 1978 – En och en
- 1980 – Marmeladupproret

## Teater

### Roller
| År   | Roll                      | Produktion                                                      | Regi                                             | Teater                   |
| ---- | ------------------------- | --------------------------------------------------------------- | ------------------------------------------------ | ------------------------ |
| 1940 | Antonio                   | Köpmannen i Venedig William Shakespeare                         | Ingmar Bergman                                   | Stockholms studentteater |
| 1942 | Oberon                    | En midsommarnattsdröm William Shakespeare                       | Ingmar Bergman                                   | Stockholms studentteater |
| 1943 | Professorn                | Vem är jag eller När fan ger ett anbud Carl Erik Soya           | Ingmar Bergman                                   | Stockholms studentteater |
| 1943 | Fiskaren                  | Strax innan man vaknar Bengt Olof Vos                           | Ingmar Bergman                                   | Stockholms studentteater |
| 1943 | Boronowsky                | Tivolit Ingmar Bergman                                          | Ingmar Bergman                                   | Stockholms studentteater |
| 1945 | Blockchefen               | Jacobowsky och översten Franz Werfel                            | Ingmar Bergman                                   | Helsingborgs stadsteater |
| 1945 | Sven                      | Rabies Olle Hedberg                                             | Ingmar Bergman                                   | Helsingborgs stadsteater |
| 1945 | Pastorn                   | Ett puzzlespel Kaj Munk                                         | Sture Ericson                                    | Helsingborgs stadsteater |
| 1946 | Första kavaljeren         | Eklöv och lavendel Seán O'Casey                                 | Lars-Levi Læstadius                              | Helsingborgs stadsteater |
| 1946 | Valterson                 | Krigsmans erinran Herbert Grevenius                             | Sture Ericson                                    | Helsingborgs stadsteater |
| 1946 | Studenten                 | Den ljusnande tid Alf Henrikson                                 | Lars-Levi Læstadius                              | Helsingborgs stadsteater |
| 1947 | Bernardin Frogg           | Lika för lika William Shakespeare                               | Lars-Levi Læstadius                              | Helsingborgs stadsteater |
| 1947 | Gårdssångare              | Peppar och salt Siegfried Geyer och Paul Frank                  | Lars-Levi Læstadius                              | Helsingborgs stadsteater |
| 1947 | Jörgen Stordal            | Kranes konditori Cora Sandel                                    | Lars-Levi Læstadius                              | Helsingborgs stadsteater |
| 1947 | Oscar Nilsson             | Melodi på lergök Lars-Levi Læstadius                            | Lars-Levi Læstadius                              | Helsingborgs stadsteater |
| 1947 | Richard                   | Ljuva ungdomstid Eugene O’Neill                                 | Sture Ericson                                    | Helsingborgs stadsteater |
| 1947 | Albert                    | Höst Bengt Blomgren                                             | Lars-Levi Læstadius                              | Helsingborgs stadsteater |
| 1947 | Medverkande               | Fängslande men flyktigt, revy                                   | Gunnar Ekström Sture Ericson Lars-Levi Læstadius | Helsingborgs stadsteater |
| 1948 | Hygum                     | Efteråt Carl Erik Soya                                          | Lars-Levi Læstadius                              | Helsingborgs stadsteater |
| 1948 | Artemij Zemljanika        | Revisorn Nikolaj Gogol                                          | Lars-Levi Læstadius                              | Helsingborgs stadsteater |
| 1948 | Hugo                      | All världens rikedom Jean-Paul Sartre                           | Lars-Levi Læstadius                              | Helsingborgs stadsteater |
| 1948 | Medverkande               | Titt in på Tittut, revy Rune Moberg och Tylle Herlin            | Lars-Levi Læstadius                              | Helsingborgs stadsteater |
| 1949 | Munsjör Loyal             | Tartuffe Molière                                                | Lars-Levi Læstadius                              | Helsingborgs stadsteater |
| 1949 | Kit Neilan                | Diana går på jakt Terence Rattigan                              | Gunnar Ekström                                   | Helsingborgs stadsteater |
| 1950 | Blinde från Gondar        | Guds ord på landet Ramón del Valle-Inclán                       | Ingmar Bergman                                   | Göteborgs stadsteater    |
| 1959 | Henrik, von Bremens dräng | Den politiske kannstöparen Ludvig Holberg                       | Rune Carlsten                                    | Dramaten/ Folkan         |
| 1960 | Rosenkrantz               | Hamlet William Shakespeare                                      | Alf Sjöberg                                      | Dramaten                 |
| 1960 | Confessorn                | Till Damaskus, del I August Strindberg                          | Olof Molander                                    | Dramaten                 |
| 1960 | Mr Mulleady               | Gisslan (The Hostage) Brendan Behan                             | Per-Axel Branner                                 | Dramaten                 |
| 1961 | Salisbury                 | Kung John (The Life and Death of King John) William Shakespeare | Alf Sjöberg                                      | Dramaten                 |
| 1963 | Pater Riccardo Fontana    | Ställföreträdaren Rolf Hochhuth                                 | Stig Torsslow                                    | Dramaten                 |
| 1963 | Gerhard                   | Sagan Hjalmar Bergman                                           | Ingmar Bergman                                   | Dramaten                 |
| 1972 | Kammarherre Balle         | Vildanden Henrik Ibsen                                          | Ingmar Bergman                                   | Dramaten                 |
| 1989 | Doktor Rank               | Ett dockhem Henrik Ibsen                                        | Ingmar Bergman                                   | Dramaten                 |
| 1993 | Julius                    | Rummet och tiden Botho Strauss                                  | Ingmar Bergman                                   | Dramaten                 |
| 1994 | Goldberg                  | Goldbergvariationer George Tabori                               | Ingmar Bergman                                   | Dramaten                 |
| 1997 | Firs                      | Körsbärsträdgården Anton Tjechov                                | Peter Langdal                                    | Dramaten                 |
| 1998 | Pleberio                  | Celestina Fernando de Rojas                                     | Robert Lepage                                    | Dramaten                 |
| 2000 | Bengtsson                 | Spöksonaten August Strindberg                                   | Ingmar Bergman                                   | Dramaten                 |
| 2005 | Sagoberättaren            | Sultanens hemlighet Tawfiq al-Hakim                             | Eva Bergman                                      | Dramaten                 |

### Regi
| År   | Produktion                                   | Upphovsmän         | Teater   |
| ---- | -------------------------------------------- | ------------------ | -------- |
| 1973 | Den dubbla trolösheten La double inconstance | Pierre de Marivaux | Dramaten |
| 1985 | Broder Eichmann Bruder Eichmann              | Heinar Kipphardt   | Dramaten |

### Lyrik
- 1946 – Cirkel
- 1949 – Lyssnarpost

### Prosa (romaner, noveller)
- 1946 – Spegeln och en portvakt
- 1947 – Spel med bedrövade artister
- 1948 – Ensam och fri
- 1952 – De vuxna barnen
- 1957 – En berättelse om herr Silberstein
- 1986 – Loppans kvällsvard
- 1987 – Kameleonterna
- 1994 – Gubbröra
- 2009 – Reskamrater
- 2010 – Livets mening och andra bekymmer (med Ulf Peter Hallberg)

### Självbiografiskt
- 1989 – Rollen
- 1990 – Sanningslekar
- 1991 – Föreställningar
- 1993 – Självporträtt
- 1995 – Vita sanningar
- 1996 – Svarslös

### Dramatik
- 1950 – Kvartett
- 1952 – Villorna
- 1953 – Domaredans
- 1956 – Sällskapslek
- 1958 – Vår egen park
- 1959 – Lille Emanuel och hans faster
- 1960 – Kungen ur leken
- 1960 – Den sköna Helène
- 1963 – Benjamin
- 1963 – Generalskan
- 1964 – Doktor Meyers sista dagar och Kandidat Nilssons första natt
- 1964 – Om vi leker
- 1965 – Dialoger på en avsides ort
- 1967 – Flimmer
- 1968 – Journalisten och poeten
- 1976 – Fladder
- 1981 – Hans och Greta
- 1981 – Lejon i övergångsåldern
- 1984 – En talande tystnad
- 1984 – En hörsägen
- 1985 – Janna, Chris och Charlotte
- 1995 – Magasinet
- 2002 – En natt i den svenska sommaren
- 2006 – Blomsterplockarna

### Övrigt
- 1988 – Färgen

### Bilderböcker
- 1987 – Konrad på teatern
- 1989 – Peter åker traktor
- 1991 – Konrad på gubbdagis
- 1993 – Konrad tar semester

## Priser och utmärkelser
- 1957 – Svenska Dagbladets litteraturpris
- 1960 – Boklotteriets stipendiat

- Kommendör av Nordstjärneorden, 16 november 1970.[21]

- 1973 – Litteris et Artibus
- 1992 – O'Neill-stipendiet
- 1994 – Natur & Kulturs Kulturpris
- 1997 – Teaterförbundets guldmedalj
- 1995 – Expressens teaterpris
- 2002 – Samfundet De Nios Särskilda pris
- 2003 – Svenska Akademiens Kungliga pris